# 샹파뉴앙발로메
샹파뉴앙발로메 (Champagne-en-Valromey)는 프랑스 오베르뉴론알프 앵주의 코뮌이다. 샬렉스에 사는 사람은 '샹파냐르' (Champagnards)라 부른다.

## 지리
샹파뉴앙발로메는 발로메 지역 내에 위치해 있으며 그랑콜롱비에 산의 서쪽에 자리한다.
샹파뉴앙발로메 주변으로는 롱니외, 오트발로메, 브레나즈, 로시외, 비리외르프티, 비외, 벨몽뤼테지외, 쉬트리외, 롱니외 등의 코뮌과 경계를 이루고 있다.

## 역사
1973년 1월 1일에는 파생과 릴리뇨 코뮌을 흡수 통합하였다.
2015년부터는 오트빌롱느 캉통에 통합되면서 캉통 내 의석을 갖지 못하게 되었다. 이전에는 발로메 복합공동체에 속했다가 2017년 1월 1일부터는 뷔제쉬드 복합공동체의 일부가 되었다.

## 인구
| 연도 | 인구 | ±%    |
| ---- | ---- | ----- |
| 2004 | 686  | —     |
| 2006 | 691  | +0.7% |
| 2007 | 716  | +3.6% |
| 2008 | 741  | +3.5% |
| 2009 | 766  | +3.4% |
| 2010 | 765  | −0.1% |
| 2011 | 771  | +0.8% |
| 2012 | 788  | +2.2% |
| 2013 | 805  | +2.2% |
| 2014 | 821  | +2.0% |
| 2015 | 819  | −0.2% |
| 2016 | 825  | +0.7% |

## 명소
종교 시설
- 릴리뇨 교회 - 고딕 양식의 교회와 성가대
- 파생 교회 - 로마네스크 양식
- 생생포리앙 소수도원 - 생생포리앙도툉 수도원 소속

일반 명소
- 오시 (Ossy) 로마 별장 유적
- 세랑 강의 파브르 다리
- 푸아시외의 팽드쉬크르 폭포

## 같이 보기
- 앵 주의 코뮌 목록